# Chiesa del Divino Amore
La chiesa di Santa Maria del Divino Amore (o chiesa di San Camillo) è una chiesa monumentale della città di Napoli, ubicata tra piazzetta del Divino Amore, via del Grande Archivio, via de Blasiis e vicoletto Paparelle al Pendino.

## La chiesa
La storia della chiesa è simile a quella del convento. L'edificio sorge sull'area di Palazzo Villani, la cui esponente della famiglia Beatrice Villani decise di farvi sorgere il luogo di culto.
La chiesa venne ricostruita da Giovanni Battista Manni agli inizi del XVIII secolo secondo una pianta a croce greca; il progetto del Manni conferì alle strutture armonia e proporzione.
La chiesa non ha una facciata rappresentativa poiché il tempio fu eretto su preesistenze strutturali cinquecentesche: ad esempio, il corridoio di accesso alla chiesa corrisponde all'atrio del vecchio palazzo.
Nell'interno il parziale arredamento marmoreo e in stucco è dovuto all'estro creativo di Ferdinando Sanfelice, tra cui spicca il maestoso altare in marmi commessi. Tra la chiesa e la sacrestia vi sono numerose sculture lignee e tele, le più rilevanti tra quest' ultime sono: l'Eterno Padre tra gli angeli di Paolo De Matteis sopra la porta d'ingresso alla chiesa; un'Immacolata giovanile di Francesco De Mura e una Sacra Famiglia di Giovanni Angelo D'Amato nelle sale della sacrestia; l'Assunzione di Andrea Mattei (un allievo poco noto di Sebastiano Conca attivo tra Roma e Napoli) sopra l'altare maggiore; la Madonna con il Bambino e San Filippo Neri e L' Apparizione della Croce a San Camillo de Lellis di Giuseppe Mastroleo sui due altari laterali del transetto.

## Il chiostro
Fu eretto nel XVII secolo da Francesco Antonio Picchiatti trasformando il Palazzo Villani in un luogo di clausura. Non fu mai considerato di grande valore artistico, sebbene i marmi di alcune parti fossero notevolmente preziosi; pertanto, nel restauro diretto in seguito da Ferdinando Sanfelice la struttura fu oggetto di notevoli cambiamenti.
Assai diversa era la considerazione di cui godeva l'aristocrazia locale dell'epoca, tant'è che la maggior parte degli ospiti del convento proveniva da ricche famiglie, ben disposte a offrire alte doti sia per la monacazione delle figlie che per il loro mantenimento.
La trasformazione dell'impianto stradale attuata dal Risanamento distrusse il lato occidentale dell'edificio che precedentemente, durante la soppressione del 1866, era stato abbandonato. La sezione rimasta venne adibita a uffici, asilo e a consultorio familiare.